# Gobioides
Gobioides é um género de peixe da família Gobiidae e da ordem Perciformes.

## Morfologia
- Corpo muito alargado e comprimido, semelhante a uma enguia.
- Cabeça pequena.
- Barbatana dorsal de base larga.
- Barbatanas dorsal e anal amplamente unidas com a barbatana caudal.
- Predefinição:Tradpeixes
- Barbatana caudal larga e pontiaguda.
- Olhos pequenos.
- Boca grande e oblíqua.
- Escamas pequenas e lisas.[3]

## Distribuição geográfica
É encontrado no Oceano Atlântico de clima tropical e temperado, e no Oceano Pacífico oriental.

## Espécies
- Gobioides africanus (Giltay, 1935)
- Gobioides broussonnetii (Lacépède, 1800)
- Gobioides grahamae (Palmer & Wheeler, 1955)[4]
- Gobioides peruanus (Steindachner, 1880)
- Gobioides sagitta (Günther, 1862)[5][6][7][8][9][10]